# Constantí I d'Imerècia
Constantí I (en gworgià კონსტანტინე I ; mort el 1327) fou el fill gran i successor del seu pare David VII Narin com a rei d'Imerècia el 1293. Era membre de la dinastia dels Bagrationi.
El seu pare era el rei David VI Narin i la seva mare era Tamar Amanelisdze, fille d'un noble georgià. Va rebre el regne d'Imerècia creat a la mort del pare a la part oest del país, però portava a més la titulació de « Rei dels kartvels o georgians, dels abkhazos, dels rans, dels armenis... » (i altres). Va tenir capital a Kutaisi i es va proclamar independent de la dominació mongola però va tenir diversos problemes financers. D'altra banda el seu germà Miquel Bagration va dirigir una revolta contra ell al curs de la qual Constantí I va perdre les províncies de Ratxa i d'Imerècia del nord (Letxkhumi i Arguètia); la noblesa va intentar reconciliar als dos germans sense èxit i el país va restar dividit entre els dos bàndols
Els nobles van aprofitar la debilitat reial per refermar la seva autonomia. Jordi Dadiani, duc de Mingrèlia, es va apoderar de gran part del ducat de Sukhumi i va expandir les seves possessions fins Anacòpia. Els Xarvaixidze van recuperar el control d'Abkhàzia, els Gurieli van controlar Gúria, i els Vardanidze la Svanètia, deixant poc marge a l'autoritat reial.
Va morir el 1327 sense descendència i el va succeir el seu germà Miquel d'Imerècia.